# Wir sind Helden
Wir sind Helden (skrót: WSH) – niemiecki zespół muzyczny. Muzyka grana przez zespół jest często określana jako Neue Deutsche Welle (NDW, Nowa niemiecka fala). Faktycznie jest to pop-rockowa mieszanka muzyczna nawiązująca do wielu stylów, niekoniecznie rockowych.
Pierwszy singel zespołu – Guten Tag – dotarł do 53. pozycji niemieckiej listy przebojów i był emitowany w MTV, zanim WSH podpisali kontrakt z wytwórnią płytową. Ponadto piosenka była jednym z utworów ścieżki dźwiękowej w grze FIFA 2004. Pierwszy album Die Reklamation debiutował na piątym miejscu niemieckiej listy najlepiej sprzedających się płyt i dotarł do miejsca drugiego.
Popularność zespołu wzrosła, gdy wokalistka Judith pokazała się w programie Haralda Schmidta, który zorganizował zespołowi trasę po małych klubach. Sukcesem okazał się także kolejny album – Von Hier an Blind (2005). Przez 20 tygodni utrzymywał się w pierwszej dziesiątce niemieckiej i austriackiej listy przebojów.
28 maja 2007 roku ukazała się kolejna studyjna płyta zespołu pod tytułem Soundso, która już w kilka dni po premierze podbiła serca niemieckich fanów. Album ten różni się od poprzednich dwóch szczególnie dojrzałością tekstów i lekko zmienionym stylem grania. Pierwszym singlem promującym wydawnictwo jest Endlich ein Grund zur Panik (pol. nareszcie jakiś powód do paniki), który jest przenośnią co do powrotu WSH na niemiecki rynek muzyczny po ponad półtorarocznej przerwie (związanej z ciążą Judith, która urodziła syna Friedricha).
Także w maju 2007 roku zespół doczekał się zainteresowania ze strony amerykańskiej. Rockowa grupa +44 zrobiła cover pierwszego singla WSH Guten Tag.
4 kwietnia 2012 roku zespół poinformował na swojej oficjalnej stronie o zawieszeniu działalności. Członkowie powołali się na odległości między rodzimymi miejscowościami, prośby ze strony krewnych oraz „oznaki zmęczenia i zużycia”. W lutym 2014 wokalistka Judith Holofernes wydała swój solowy album, Ein leichtes Schwert.

## Członkowie zespołu
- Judith Holofernes – śpiew, gitara
- Pola Roy – perkusja
- Mark Tavassol – gitara basowa
- Jean-Michel Tourette – instrumenty klawiszowe, gitara

Judith i Pola Roy są małżeństwem, pod koniec 2006 roku urodził się im syn Friedrich, a w 2009 córka Mimi.

## Dyskografia

### Albumy
- Die Reklamation (2003)
- Von hier an blind (2005)
- Soundso (2007)
- Bring mich nach Hause (2010)

### Single
- Guten Tag (2003)
- Müssen nur Wollen (2003)
- Aurélie (2003)
- Denkmal (2004)
- Gekommen um zu bleiben (2005)
- Nur ein Wort (2005)
- Von hier an blind (2005)
- Gekommen um zu bleiben z Maxem Raabe i Das Palastorchester (2005)
- Wenn es passiert (2006)
- Endlich ein Grund zur Panik (2007)
- Soundso (2007)
- Kaputt (2008)
- Die Konkurrenz (2008)

### Inne wydawnictwa
- Guten Tag (2002) (pięcioutworowe EP, wydane niezależnie w ilości 3000 kopii)
- Die Rote Reklamation (Die Reklamation + DVD) (2004)
- Soundso Limited Edition (Soundso + DVD) (2008)
- Wir sind Helden Liederbuch (teksty oraz nuty do wszystkich piosenek WSH) (2008)
- Wir sind Helden Tourbuch (dziennik z tournée) (2008)

## Nagrody
2003
- Eins Live Krone (niemiecka nagroda radiowa) za najlepsze występy na żywo

2004
- Nagrody Echo w kategoriach:
  - Marketing, dla wytwórni EMI
  - Największy talent radiowy
  - Najlepszy młody zespół
  - Najlepsze video młodego niemieckiego zespołu

- Eins Live Krone za najlepsze występy na żywo

2005
- Eins Live Krone za najlepszy album (Von Hier an Blind)
- European Border Breakers Award

2006
- Nagroda Echo w kategorii najlepszy zespół